# HD 22211
HD 22211，又名BD+05 511，SAO 111273、HR 1089，是一颗恒星，视星等为6.49，位于銀經178.7，銀緯-38.17，其B1900.0坐标为赤經3h 29m 30.2s，赤緯+6° -38.17′ 0″。